# EM Strasbourg Business School
EM Strasbourg Business School je francouzská vysoká škola se sídlem ve Štrasburku. Byla založena v roce 1919 z iniciativy Štrasburské obchodní a průmyslové komory a je třetí největší fakultou Štrasburské univerzity. 
Od roku 2000 má EM Strasbourg status tzv. grande école, což z ní činí jednu z nejprestižnějších a nejuznávanějších obchodních škol ve Francii. V současných žebříčcích patří mezi patnáct nejlepších vysokých škol ve své třídě.

## Popis
EM Strasbourg je akreditovaná u třech mezinárodních organizací: EPAS, AMBA, a AACSB. Vznikla sloučením IECS (Institut d'enseignement commercial supérieur), založeného v roce 1919, a Institut d'administration des entreprises (IAE) de Strasbourg. Je členem sítě IAE a Conférence des grandes écoles. EM má jedinečnou výsadu, že je jedinou francouzskou obchodní školou, která je plně integrována do tradiční univerzity.

## Programy
Nabízí studium ekonomických oborů s možností specializace, včetně programu Grande école, magisterských programů, programů Executive MBA, bakalářských programů a doktorských programů.

## Mezinárodní srovnání
V roce 2019 se program “Master in Management” umístil na 79. místě v mezinárodním žebříčku deníku Financial Times.

## Významní absolventi
Mezi významné absolventy patří Jean-Marc Zulesi nebo Patrick Hetzel.